# آلبرتو بوئنو
آلبرتو بوئنو (انگلیسی: Alberto Bueno؛ زادهٔ ۲۰ مارس ۱۹۸۸) یک بازیکن فوتبال اهل اسپانیا است.
از باشگاه‌هایی که در آن بازی کرده‌است می‌توان به رئال مادرید کاستیا، باشگاه فوتبال رئال مادرید، دربی کانتی، رئال وایادولید، رایو وایکانو و پورتو اشاره کرد.